# 高田秋
高田 秋（たかだ しゅう、1991年（平成3年）9月23日 - ）は、日本のファッションモデル、タレント。
北海道江別市出身。レプロエンタテインメント所属（2024年10月まで）。

## 経歴
東ヨーロッパ・アルメニアとのクォーター（祖父がアルメニア人）。兄と姉 がいる。自身の名前の秋は誕生日が9月23日で秋分の日であることが由来。
16歳の頃よりモーディアに所属し札幌を拠点にモデル活動を開始。20歳の時に上京し、モデル・タレントとして活動。ファッション雑誌『mina』（夕星社）レギュラーモデル。『週刊プレイボーイ』（集英社、2019年27号・6月24日発売）で、初表紙・巻頭グラビアを飾る。
TBSの経済番組『ビジネスクリック』の水曜日深夜レギュラーを2015年から2018年まで担当。
WEBテレビFRESH LIVEの『浅草女子飲み46』（2018年4月 - 12月）および後継番組『モクベン』（YouTube モクベンチャンネル、2019年1月 - ）のメインパーソナリティを務めている。
2022年8月25日、人生で初めて寄生虫「アニサキス」が原因の食中毒にかかったことを明かした。
2022年12月9日、自身のInstagramで会社員の男性と結婚したことを発表した。
2023年12月18日、自身がレギュラー出演するテレビ番組『町中華で飲ろうぜ』（BS-TBS）の番組内にて、2024年3月末で同番組を卒業することを発表した。
2024年10月31日、レプロエンタテインメントとのマネジメント契約の終了を報告。
2025年3月9日、自身のInstagramで第1子を妊娠していることを発表。7月1日、第1子男児の出産を報告した。

## 人物・エピソード
- 趣味は立ち飲みで[14]、2018年11月、番組内で唎酒師（ききさけし）の資格を取得[15]。
- 閉所恐怖症であり、飛行機の狭いトイレも入れないため、キャビンアテンダントについてきてもらい、3人がかりで入れてもらうという[16]。
- 北海道千歳市出身のプロ野球選手で北海道日本ハムファイターズに所属している伏見寅威とは幼馴染であることを明らかにしている[17]。

## 書籍

### 写真集
- SHU（2020年3月18日、集英社、撮影：熊谷貫）ISBN 978-4334902476[18]

### 電子書籍
- 高田秋写真集「笑顔の自由」（2019年7月、集英社、撮影:熊谷貫）

### 雑誌
- 『sweet』
- 『poroco』表紙
- 『mina』レギュラーモデル（2014年4月号 - ）
- 『週刊プレイボーイ』（2014年5月号）
- 『美しい着物 夏号』
- 『髪の文化社』
- 『mina 中国版』
- 『mina 香港版』
- 『mina 台湾版』
- 『日刊SPA!』
- 『NOMOOO』

## 出演

### テレビ番組
- BACK STAGE PASS 〜SAPPORO〜（2009年10月 - 2010年1月、北海道放送） - レギュラー
- イチオシ!モーニング（北海道テレビ放送）
- 北海道発掘バラエティー ホリホリX（NHK札幌）
- 美女動画（2011年3月22日 - 25日未明【3月21日〜24日の深夜】、北海道テレビ放送）
- ワールド★カップメン（2012年3月16日、北海道テレビ放送）
- キラキラ（2012年9月10日 - 12日、北海道テレビ放送）
- ヒットの秘密 BIZ（テレビ東京）
- せまソン♪（2013年10月 - 2014年3月、日本テレビ） - MCアシスタント レギュラー
- しくじり先生 俺みたいになるな!!（テレビ朝日）
- お願い!モーニング（テレビ朝日）
- 水曜日のダウンタウン（2016年8月16日、TBSテレビ）
- 999人美女（TOKYO MX）
- ビジネスクリック（2015年10月1日 - 2018年3月、TBSテレビ） - 木曜日未明【水曜日深夜】担当[8]
- BSイレブン競馬中継・うまナビ!イレブン（2017年1月 - 、日本BS放送）- 土曜日アシスタント[19]
- 馬好王国〜UmazuKingdom〜（2017年1月 - 、フジテレビ） - 準レギュラー
- みんなのKEIBA（フジテレビ） - 準レギュラー
- KEIBAプレミア（北海道文化放送） - ゲスト
- 1億人の大質問!?笑ってコラえて!（2019年2月6日・13日、2019年4月10日、2020年4月22日、日本テレビ）
- アッコにおまかせ!（2019年6月23日・7月21日・9月1日、TBSテレビ）
- 町中華で飲ろうぜ（2019年4月 - 2024年3月、BS-TBS） - レギュラー[20][21][22]
- 有吉ぃぃeeeee!そうだ!今からお前んチでゲームしない?（2019年7月14日・2021年4月18日、テレビ東京）
- GO! GO! ニンじゃぽん Season3（2020年1月 - 2月、北陸放送ほか）
- 変装かくれんぼ ハイド&シーク（2020年1月31日、TBSテレビ）
- 浜ちゃんが!「芸能人・差し入れお花見編」（2020年3月18日・25日、読売テレビ）
- 千原ジュニアのヘベレケ（2020年3月28日、8月1日、9月26日、12月30日、2021年1月3日、東海テレビ） - アシスタント
- THE突破ファイル「突破交番」- 銀行員役（2020年11月12日、日本テレビ）
- 踊る!さんま御殿!! 4時間スペシャル（2020年12月29日、日本テレビ）
- 東大王（2021年2月24日、TBSテレビ）
- ももクロちゃんと!（2021年6月18日、テレビ朝日）
- おとなの嗜呑（2022年4月2日 - 2023年11月25日、BSJapanext、毎週土曜日18:00 - 19:00→20:00 - 21:00） - 初代女将
- 土曜スペシャル 大久保・川村の温泉タオル集め旅5 新緑! 栃木の秘湯へ行こう[23][24]  (2022年6月11日、テレビ東京)
- 吉田類 北海道ぶらり街めぐり「東北・八戸」（2023年3月26日、北海道放送）[25]
- 発見!!食遺産（2023年5月7日、テレビ大阪）
- にっぽん百低山「恵山・北海道」（2023年10月4日、NHK）
- 上田と女が吠える夜（2023年11月1日、日本テレビ）
- 土曜スペシャル ニューヨークの入浴旅4 紅葉の貸し切り温泉争奪戦! in信州（2023年11月4日、テレビ東京）
- 肉汁女子会（2022年3月- 、スポーツライブ＋）-レギュラー

### ラジオ
- feat FUTURE（2011年6月14日、FM NORTH WAVE）
- 劇団サンバカーニバル（2013年4月 - 9月、FM FUJI） - レギュラー
- オレたちゴチャ・まぜっ!〜集まれヤンヤン〜（2014年4月19日 - 2015年4月11日、MBSラジオ） - ヤンヤンガールズ（6期生）として出演。
- クリス松村のザ・ヒットスタジオ→ザ・ヒットスタジオ (水)（2015年4月18日 - 2021年9月30日、MBSラジオ） - パーソナリティ
- ゆうがたパラダイス（2016年4月7日 - 2018年3月29日、NHK-FM） - 木曜日ディスクジョッキー
- 大矢・高見のしゃべりスタ!（2020年2月26日、ラジオ日本）- ゲスト出演
- ちょいさき（2021年10月3日 - 2023年3月19日、NACK5・プロ野球オフシーズンのみ(10月～翌3月)）- パーソナリティ
- イマドキッドゥフドゥフ90分　パート2 (2021年10月6日　- 、MBSラジオ) - レギュラー
- 高田秋のFEEL SHU NICE!（2022年4月3日 - 、ラジオ日本）パーソナリティ
- こん秋の●● (2022年4月1日 - 2023年3月31日 、NACK5) 「Hit Hit Hit !!」内包コーナー及び番組一部ナレーション

### 舞台
- 大人のカフェVol.4「素晴らしきかな、エスプレッソ!」（2014年6月18日 - 22日、下北沢シアター711）

### ネットテレビ
- 浅草おび九LIVE!!・木曜日 浅草女子飲み46（2018年4月12日 - 2018年12月20日、FRESH!）- メインパーソナリティ
- モクベン（2019年1月10日 - 、YouTube）- メインパーソナリティ

### イベント
- GirlsAward
- 東京ガールズコレクション
- 札幌コレクション
- AiiA×超新星 SPECIAL CONCERT2012
- 『mina』中国版10周年記年イベント
- 浅草女子飲み46発足イベント（2018年4月11日、浅草九劇）- 出演：高田秋・大矢梨華子（ベイビーレイズJAPAN）・碓井玲菜
- 第1回 浅草女子飲み46イベント』（2018年6月18日、浅草九劇）- 出演：高田秋・大矢梨華子（ベイビーレイズJAPAN）・碓井玲菜・高井明日香（CAMPUS ROOM）
- 浅草女子飲み46 リターンズ（2022年5月28日、浅草九劇）

### CM
- JRタワー「バーゲン」
- 野口観光（湯元第二名水亭）
- 日本工学院
- 日本高速バス
- ACジャパン「見方を変えよう。」（北海道地域のみ）
- 三井アウトレットパーク
- デコトモ
- エリック・マーティン「NEWアルバム」
- ユニ・チャーム「ソフトタンポン」
- チキンラーメン「つけめん篇 煮込み篇｣
- 軽井沢 夏theバーゲン
- エスビー食品「町中華シーズニング」（2021年8月 - 、『町中華で飲ろうぜ』番組放送枠中のみ。玉袋筋太郎、坂ノ上茜と共演[26]）

### 広告
- JRタワー「バーゲン」
- 日本工学院
- 軽井沢 夏theバーゲン
- 京王聖蹟桜ヶ丘SC2014夏オフバザールGR
- スポーツクラブ メガロス
- hoyu「春編」「夏編」
- NEC laVie
- ドラゴンリーグX ドラゴンリーグA
- ザ・マーカススクエア福岡

### WEB
- COCODEAL WEEK COORDINATE
- COCOCOLLE
- ZOZOTOWN専属（2012年11月 - 2013年11月）
- LOWRYS FARM
- UNITED ARROWS
- LAISSE PASSE

### DVD
- 浅草女子3人旅 手作りDVD（2018年12月24日）- 浅草女子飲み46番組内のご褒美企画として、大矢梨華子・碓井玲菜と箱根温泉を旅行した時の模様が収録。